# Vierge Hesselin
La Vierge Hesselin ou La Vierge à l'enfant ou La Madone Hesselin ou La Vierge au rameau de chêne est une œuvre du peintre Simon Vouet, réalisée vers 1640-1645 et conservée au musée du Louvre. Cette peinture appartient au mouvement baroque.

## Histoire du tableau

### Origine
Simon Vouet aurait peint ce tableau dans la maison de Louis Hesselin, le conseiller secrétaire du roi (Louis XIII).

### Historique
L'historique du tableau n'a pu être retracé que depuis 1904, quand il été exposé dans une galerie à Londres. En 2004, il fut acquis par le musée du Louvre grâce au mécénat d'entreprise.